# چیزلهرست
latitudeچیزلهرستlongitudeچیزلهرست
چیزلهرست (به انگلیسی: Chislehurst، تلفظ: ‎/ˈtʃɪzəlˈhɜːrst/‎) یک ناحیه در لندن است که در منطقه بروملی لندن واقع شده‌است.

## خصوصیات
چیزلهرست ۱۴٬۸۳۱ نفر جمعیت دارد.